# George Pettit
Pour les articles homonymes, voir Pettit.
George Pettit (né le 2 octobre 1982 à Grimsby, Ontario, Canada), est le chanteur d'Alexisonfire. Il est aimé pour son chant criard et excentrique. Pettit est également connu pour son jeu de scène énergique, ses shorts minuscules et ses stage-dives. Il porte également des lunettes à monture épaisse.
George a été également dans le projet parallèle de Wade McNeil (un des guitariste d'Alexisonfire) et de deux membres de Jersey ; Jordan « Ratbeards » Hastings (Batteur du groupe Alexisonfire) et Sean McNabb, appelé les Black Lungs (en). George était le bassiste de ce quartet punk. À la séparation du groupe, Wade McNeil a repris le nom pour son projet solo. George a maintenant un projet sans nom (avec des membres d'Attack In Black et Fucked Up) qui a fait son premier concert à Toronto à El Macombo avec comme invités surprises Cancer Bats.